# 25927 Jagandelman
25927 Jagandelman è un asteroide della fascia principale. Scoperto nel 2001, presenta un'orbita caratterizzata da un semiasse maggiore pari a 2,3631071 UA e da un'eccentricità di 0,1617805, inclinata di 9,81677° rispetto all'eclittica.